# Artrotomia
Artrotomia – zabieg operacyjny polegający na otwarciu stawu przez rozcięcie pokrywających go tkanek.